# Giuseppe Lo Duca
Giuseppe Lo Duca, detto "Il Prof", (Trieste, 21 luglio 1943 – Trieste, 23 luglio 2022) è stato un pallamanista, allenatore di pallamano e dirigente sportivo italiano, fondatore della società di pallamano più vincente in Italia, la Pallamano Trieste. Risulta essere l'allenatore italiano più vincente, frutto degli undici Scudetti e delle due Coppe Italia vinte alla guida di Trieste.

## Biografia
Nato a Trieste il 21 luglio 1943, si diploma all'Istituto superiore di educazione fisica di Bologna e diventa professore, titolo che gli varrà per tutta la vita il soprannome di Prof. Tornato a Trieste il provveditorato lo incarica di promuovere la pallamano, sport che all'epoca era ancora agli albori e che bisognava espandere. Inizia dalle scuole e da lì riuscirà a fondare la più vincente società italiana, la Pallamano Trieste, con l'aiuto di Pino Grio (presidente delle ACLI e primo presidente della società).
Sposato con Rosanna, ha avuto due figli, Martina e Marco, con quest'ultimo che è diventato anche lui una bandiera della squadra.
Muore il 23 luglio 2022 a seguito di una malattia.

## Carriera

### Giocatore-allenatore
Essendo uno dei promotori e dei primi a praticare la pallamano in Italia, Lo Duca passò i primi anni della sua carriera a ricoprire il ruolo di giocatore-allenatore. Dalla stagione 1970-71 alla stagione 1976-77 calcò il campo all'aperto di Muggia e quello della Fiera di Trieste: vinse i primi due Scudetti della storia della società, risultando la prima squadra in assoluto in campo italiano a vincerne due consecutivamente.

### Allenatore
Chiusa la parentesi da giocatore, dalla stagione 1977-78 ricopre il ruolo di allenatore. Vince altri sette scudetti e una Coppa Italia. Dal 1983 al 1987 guida la Nazionale, cosa che ricapiterà nella stagione 1992-93 quando viene sostituito dal croato Sirotić alla guida di Trieste. Ritorna nel capoluogo giuliano nel 1993 e resta allenatore per altri cinque anni, dove batte ogni record e vince quattro Scudetti consecutivi, record tuttora imbattuto.

## Dopo il ritiro
Dal 1998 diventa presidente di una società che vive i suoi ultimi anni di gloria. Dal 1998 al 2002 saranno altri tre Scudetti e tre Coppe Italia; nel 2004 la squadra sfiora l'impresa e si ferma alle semifinali della Challange Cup, eliminata dagli svedesi dello Skövde, e vince l'unico Handball Trophy. Si giocheranno altre tre finali: una di Coppa Italia (2004-05) e due di Handball Trophy (2005-06, 2006-07). 
Dal termine della stagione 2006-07, la società viaggia in precarie condizioni economiche e il "Prof" è costretto a rinunciare alla categoria per ben due annate consecutive.
Nel 2020 lascia la presidenza ad Alessandra Orlich, venendo nominato presidente onorario.
Dal 2001 al 2017 ha ricoperto la carica di consigliere federale e dal 2012 al 2017 quella di vicepresidente vicario della Federazione Italiana Giuoco Handball. Nel 2017 si è inoltre candidato per la presidenza della FIGH, ottenendo il 43,04% e venendo sconfitto dallo sfidante Pasquale Loria.
In suo onore, la FIGH ha intitolato alla sua memoria un premio, consegnato agli allenatori vincenti della Coppa Italia 2023-2024 maschile e femminile.

## Palmares

### Giocatore
- Campionato italiano: 2

1975-1976, 1976-1977

### Allenatore
- Campionato italiano: 11

1978-1979, 1980-1981, 1981-1982, 1982-1983, 1984-1985, 1985-1986,
1989-1990, 1993-1994, 1994-1995, 1995-1996, 1996-1997
- Coppa Italia: 2

1986-1987, 1994-1995

## Onorificenze
- Stella di bronzo al merito sportivo (1981)
- Stella d'argento al merito sportivo (1988)
- Stella d'oro al merito sportivo (2005)